# Nadagna
Nadagna (in sloveno Nadanje Selo) è un centro abitato della Slovenia, frazione del comune di San Pietro del Carso.